# Fortesa Hoti (sångare)
Fortesa Hoti, född 6 maj 1991 i Köniz i Schweiz, är en schweizisk-albansk sångerska. 

## Biografi
Hoti föddes i den schweiziska staden Köniz som den äldsta av fyra syskon, hon har två systrar och en bror. I Köniz gick hon ur grundskolan innan hon studerade vid musikskola i Pristina. Hon har även studerat sång vid universitetet i Wien. Hoti slog igenom genom sitt deltagande i Polifest år 2008, då hon framförde låten "Zëri yt". Under våren 2009 deltog hon i Top Fest med låten "Me sytë mbyllur". I finalen nominerades hon till priset för bästa nya artist.  År 2010 deltog hon i Kënga Magjike 12 med låten "Akull". I finalen slutade hon på 29:e plats av 47 tävlanden, med 108 poäng. Vann gjorde Juliana Pasha och Luiz Ejlli på 697 poäng.

## Diskografi

### Singlar
- 2008 – Zëri yt
- 2008 – Me sytë mbyllur
- 2009 – Tingujt e vetmisë
- 2010 – Akull
- 2012 – Harro (feat. Alfoxe)